# Провиантский склад
Провиантский склад, провиантский магазин — тип общественных казённых сооружений в Российской Империи, склад съестных припасов для войска. 
Дошедшие до нас сооружения как правило, были выполнены из камня или кирпича и отличались монументальностью.
- Провиантский склад (Санкт-Петербург) (Обуховской Обороны пр., 28). Архитектор Стасов В. П.
- Провиантский склад (Харьков) — историческое здание XVIII века в Харькове.
- Провиантские склады (Москва) — комплекс зданий XIX века в историческом центре Москвы.
- Провиантские склады (Нижний Тагил) — комплекс исторических зданий XVIII века в историческом центре Нижнего Тагила:
  - Музей природы и охраны окружающей среды (Верхний провиантский склад),
  - Музей «Фондохранилище» (Нижний провиантский склад).